# یغوارد (سیونیک)
یغوارد (به ارمنی: Եղվարդ) یک منطقهٔ مسکونی در ارمنستان است که در استان سیونیک واقع شده‌است.  در  کیلومتری جنوب کاپان، مرکز استان سیونیک واقع شده است.

## خصوصیات
یغوارد ۱۲٫۹۲ کیلومترمربع مساحت و ۲۷۳ نفر جمعیت دارد و در ارتفاع  متر بالاتر از سطح دریا قرار گرفته است.

## جاذبه‌های تاریخی

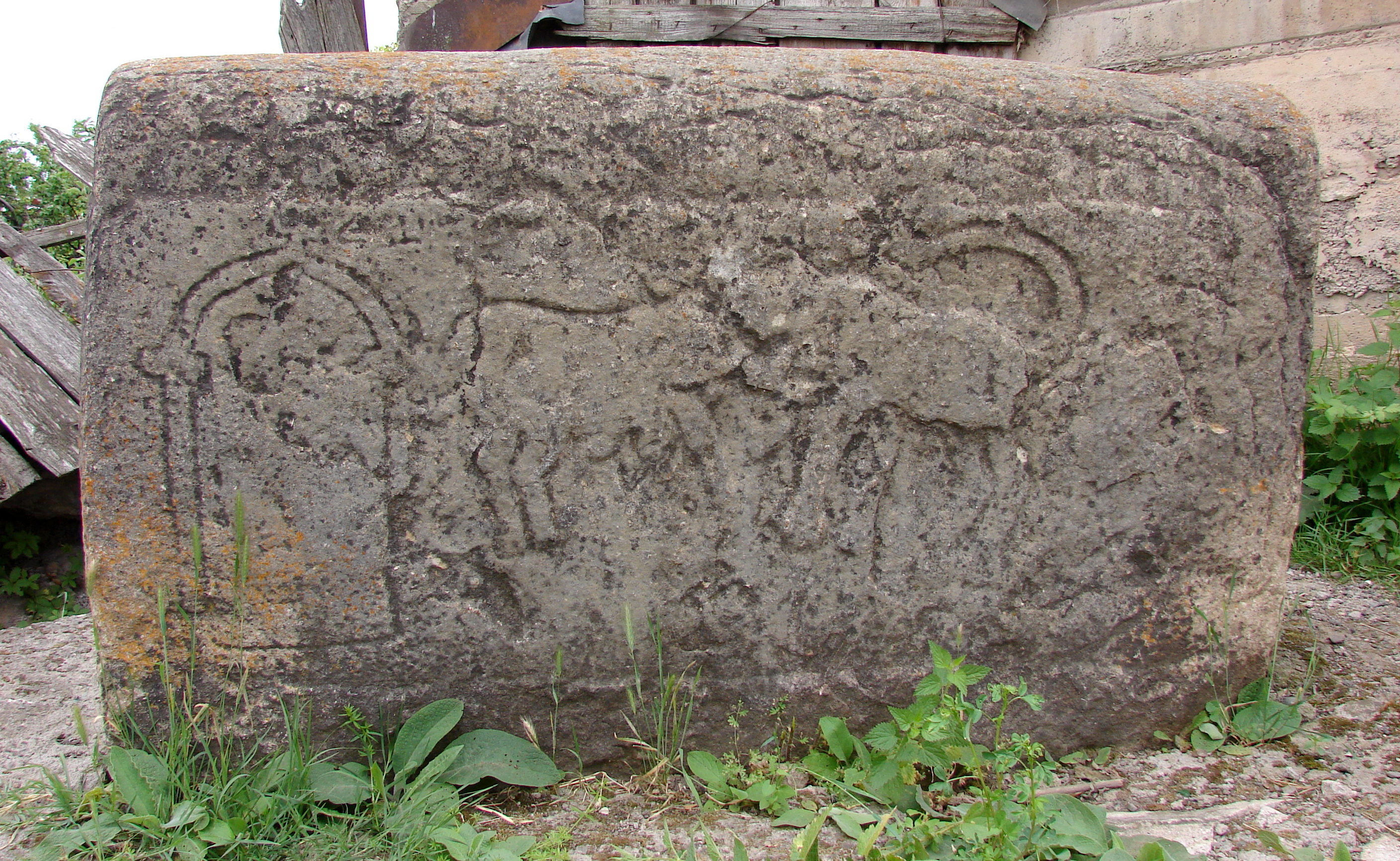